# 御海·南灣
御海·南灣（葡萄牙語：La Scala）是華人置業澳門子公司Moon Ocean的一個地產發展項目，位於澳門國際機場對面的偉龍馬路，毗鄰金光大道及大潭山、港珠澳大橋、氹仔客運碼頭等。地盤總面積為7.8萬平方米，於2012年6月為一個樓花建築地盤時已經售出逾300伙。由於該地皮涉及歐文龍貪污案，現時該地皮已被澳門特別行政區政府收歸國有並用作計劃興建公共房屋。

## 事件
2012年年中，由於涉及歐文龍貪污案，御海．南灣地皮存有問題，根據澳門土地工務運輸局通知，地皮的批給轉讓都無效。2014年5月華人置業撤銷及取消買賣合約，賠償訂金及利息給買家，但不承認任何責任。

## 外部連結
- 御海·南灣 新聞稿[永久]